# Southern Service Flight Company
Southern Service Flight Company — чартерная авиакомпания, принадлежащая Вьетнамской народной армии.
Один из двух авиаперевозчиков страны, работающих по коммерческому контракту с компанией Vietnam Air Service Company, в рамках которого осуществляет пассажирские перевозки на вертолётах сотрудников нефте- и газодобывающих предприятий, грузовые перевозки, а также проводит поисково-спасательные работы.
Штаб-квартира авиакомпании и её порт приписки находится в аэропорту Вунгтау.

## Флот
- Ми-17
- Eurocopter EC225
- Eurocopter EC155B
- Super Puma MK2